# Collegio elettorale di Napoli - Arenella (Senato della Repubblica)
Il collegio Napoli - Arenella fu un collegio elettorale uninominale della Repubblica Italiana per l'elezione del Senato della Repubblica. Apparteneva alla Circoscrizione Campania e fu utilizzato per eleggere un senatore nella XII, XIII e XIV legislatura.
Venne istituito nel 1993 con la cosiddetta Legge Mattarella (Legge n. 276, Norme per l'elezione del Senato della Repubblica), attuata in seguito al referendum abrogativo del 1993. La legge istituì per la Camera dei deputati e per il Senato della Repubblica un sistema di elezione misto, in parte maggioritario e in parte proporzionale. Il 75% dei parlamentari dell'assemblea veniva eletto in collegi uninominali tramite sistema maggioritario a turno unico; il restante 25% al Senato veniva eletto tramite recupero proporzionale dei più votati non eletti attraverso un meccanismo di calcolo denominato "scorporo", cioè sottraendo dal conteggio dei voti totali di una lista nella parte proporzionale i voti ottenuti dai candidati collegati alla medesima lista che erano eletti nei collegi uninominali con il sistema maggioritario.
Il collegio venne abolito insieme a tutti gli altri che costituivano il Senato con la promulgazione della legge elettorale successiva, la cosiddetta Legge Calderoli. Questa prevedeva un sistema proporzionale con premio di maggioranza, che al Senato veniva attribuito a livello regionale.

## Territorio
Il collegio Napoli - Arenella era uno dei 22 collegi uninominali in cui era suddivisa la Campania e, come previsto dal D.Lgs. del 20 dicembre 1993 n. 535, comprendeva parte del comune di Napoli, che complessivamente contava quattro collegi uninominali al Senato.

## Eletti
| Elezione | Elezione | Senatore            | Partito            |
| -------- | -------- | ------------------- | ------------------ |
|          | 1994     | Maria Grazia Pagano | Progressisti (PDS) |
|          | 1996     | Maria Grazia Pagano | L'Ulivo (PDS)      |
|          | 2001     | Maria Grazia Pagano | L'Ulivo (DS)       |

## Dati elettorali

### XII legislatura
|                               | Maria Grazia Pagano ✔️ Eletta  | Progressisti                | 61 051  | 44,04 |  |  |  |  |  |
|                               | Michele Florino ✔️ Eletto      | Polo del Buon Governo       | 52 579  | 37,93 |  |  |  |  |  |
|                               | Vittorio Montelione            | Patto per l'Italia          | 20 522  | 14,80 |  |  |  |  |  |
|                               | Bruno De Gregorio              | Alleanza Meridionale        | 3 175   | 2,29  |  |  |  |  |  |
|                               | Michelangelo Calenda di Tavani | Unione Cristiani Riformisti | 1 303   | 0,94  |  |  |  |  |  |
| Totale                        | Totale                         | Totale                      | 138 630 | 100   |  |  |  |  |  |
|                               |                                |                             |         |       |  |  |  |  |  |
| Voti non validi               | Voti non validi                | Voti non validi             | 9 604   | 6,48  |  |  |  |  |  |
| Votanti                       | Votanti                        | Votanti                     | 148 234 | 77,06 |  |  |  |  |  |
| Elettori                      | Elettori                       | Elettori                    | 192 351 |       |  |  |  |  |  |
|                               |                                |                             |         |       |  |  |  |  |  |
| Data: 27-28 marzo 1994        |                                |                             |         |       |  |  |  |  |  |
| Fonte: Ministero dell'interno |                                |                             |         |       |  |  |  |  |  |

### XIII legislatura
|                               | Maria Grazia Pagano ✔️ Eletta | L'Ulivo                            | 71 201  | 52,01 |  |  |  |  |  |
|                               | Michele Florino ✔️ Eletto     | Polo per le Libertà                | 58 810  | 42,96 |  |  |  |  |  |
|                               | Giovanni Genduso              | Movimento Sociale Fiamma Tricolore | 4 342   | 3,17  |  |  |  |  |  |
|                               | Francesca Frisano Pucci       | Socialista                         | 1 500   | 1,10  |  |  |  |  |  |
|                               | Piero Guerra Narducci         | Democrazia Sociale                 | 1 040   | 0,76  |  |  |  |  |  |
| Totale                        | Totale                        | Totale                             | 136 893 | 100   |  |  |  |  |  |
|                               |                               |                                    |         |       |  |  |  |  |  |
| Voti non validi               | Voti non validi               | Voti non validi                    | 7 485   | 5,18  |  |  |  |  |  |
| Votanti                       | Votanti                       | Votanti                            | 144 378 | 74,22 |  |  |  |  |  |
| Elettori                      | Elettori                      | Elettori                           | 194 524 |       |  |  |  |  |  |
|                               |                               |                                    |         |       |  |  |  |  |  |
| Data: 21 aprile 1996          |                               |                                    |         |       |  |  |  |  |  |
| Fonte: Ministero dell'interno |                               |                                    |         |       |  |  |  |  |  |

### XIV legislatura
|                               | Maria Grazia Pagano ✔️ Eletta | L'Ulivo                              | 51 179  | 42,12 |  |  |  |  |  |
|                               | Michele Florino ✔️ Eletto     | Casa delle Libertà                   | 50 359  | 41,44 |  |  |  |  |  |
|                               | Domenico Iervolino            | Partito della Rifondazione Comunista | 8 724   | 7,18  |  |  |  |  |  |
|                               | Rosario Ponticelli            | Lista Di Pietro                      | 3 683   | 3,03  |  |  |  |  |  |
|                               | Antonio Scuotto               | Democrazia Europea                   | 2 621   | 2,16  |  |  |  |  |  |
|                               | Camillo Vittozzi              | Lista Pannella-Bonino                | 2 392   | 1,97  |  |  |  |  |  |
|                               | Gabriele Fergola              | Fiamma Tricolore                     | 1 751   | 1,44  |  |  |  |  |  |
|                               | Alfonso Iuliano               | Forza Nuova                          | 808     | 0,66  |  |  |  |  |  |
| Totale                        | Totale                        | Totale                               | 121 517 | 100   |  |  |  |  |  |
|                               |                               |                                      |         |       |  |  |  |  |  |
| Voti non validi               | Voti non validi               | Voti non validi                      | 11 525  | 8,66  |  |  |  |  |  |
| Votanti                       | Votanti                       | Votanti                              | 133 042 | 69,53 |  |  |  |  |  |
| Elettori                      | Elettori                      | Elettori                             | 191 338 |       |  |  |  |  |  |
|                               |                               |                                      |         |       |  |  |  |  |  |
| Data: 13 maggio 2001          |                               |                                      |         |       |  |  |  |  |  |
| Fonte: Ministero dell'interno |                               |                                      |         |       |  |  |  |  |  |